# Ezeros
 (mai 2020).
Si vous disposez d'ouvrages ou d'articles de référence ou si vous connaissez des sites web de qualité traitant du thème abordé ici, merci de compléter l'article en donnant les références utiles à sa vérifiabilité et en les liant à la section « Notes et références ».
 (juillet 2020).
Xyniae ou Xyniai (grec ancien : Ξυνίαι) est une ancienne cité grecque d’Achaïe Phthiotide en Thessalie. À l’époque médiévale[Quand ?], elle porte le nom d’Ezeros (Ἐζερός), nom slave-bulgare qui signifie « lac » en français et avec le suffixe grec « ς ». La tribu slave méridionale Ézérites a la même étymologie.
Il était situé sur les rives d'un lac asséché dans la partie ouest du Mont Othrys et était une colonie épiscopale[Laquelle ?] tout au long du Moyen Âge selon Notitia episcopatuum[réf. nécessaire].